# Tom Tiffany
Thomas P. "Tom" Tiffany, född 30 december 1957 i Wabasha i Minnesota, är en amerikansk politiker (republikan). Han är ledamot av USA:s representanthus sedan 2020.
Kongressledamot Sean Duffy avgick av familjeskäl i september 2019 och Tiffany besegrade demokraten Tricia Zunker i fyllnadsvalet i maj 2020 för att få efterträda honom i representanthuset.